# لنگستون هیوز
جیمز مرسر لنگستون هیوز (به انگلیسی: James Mercer Langston Hughes) ‏(۱ فوریهٔ ۱۹۰۲ جاپلین، میزوری – ۲۲ مهٔ ۱۹۶۷ نیویورک) شاعر، داستان‌نویس، نمایشنامه‌نویس، داستان‌کوتاه‌نویس، و نوشتارنویس سیاه‌پوست آمریکایی بود. او بیش‌تر به‌دلیل کارش در رنسانس هارلم نامدار است.

## زندگی

### کودکی
جیمز لنگستون هیوز در یکم فوریهٔ ۱۹۰۲ در جاپلینِ ایالت میزوری متولد شد. هنگامی که کودکی بیش نبود، پدر و مادرش از هم جدا شدند و پدرش راهی مکزیک شد. تا ۱۳سالگی نزد مادربزرگش ماند؛ آن‌گاه برای زندگی در کنار مادرش و همسر او راهی لینکلن در ایالت ایلینوی شد و سرانجام در کلیولند، اوهایو ساکن شد در لینکلن، ایلینوی، هیوز سرودن شعر را آغاز کرد.

### جوانی
پس از فراغت از تحصیل یک سال در مکزیکو و یک سال را در دانشگاه کلمبیا سپری کرد در طی این سال کارهای گوناگونی از قبیل کمک‌آشپز، کارگر خشک‌شویی و گارسن انجام داد و با کار کردن در لباس ملوانی به اروپا و آفریقا سفر کرد. در سال ۱۹۲۴ راهی واشینگتن دی.سی. شد. هیوز نخستین کتاب شعرش را به‌دست آلفرد آ.ناپ با عنوان «The Weary Blues» در مجلهٔ بحران در سال ۱۹۲۶ منتشر کرد. سه سال بعد تحصیلات دانشگاهی‌اش را در دانشگاه لینکلن پنسیلوانیا به پایان رساند.

### شکوفایی و شهرت
نخستین رمانش «Not Without Laughter» نشان طلای Harmon را در ادبیات گرفت. هیوز اظهار داشت که پل لارنس دانبر، کارل سند برگ و والت ویتمن تأثیر عمده‌ای بر کار او داشتند. به ویژه او به واسطهٔ تصویرهای هنرمندانه و درخشانش از، زندگی سیاهان آمریکا بین سال‌های دههٔ ۲۰ تا ۶۰ مشهور است. او رمان‌ها، داستان‌های کوتاه و نمایشنامه‌هایش را نیز به زیبایی اشعار پدید آورده‌است. او به دلیل تعهدی که به دنیای موسیقی Jazz داشت نوشته‌هایش تحت تأثیر قرار گرفت. برای نمونه در مونتاژ «رؤیای به تعویق افتاده» مشهود است برخلاف دیگر شعرای سیاه‌پوست برجستهٔ آن دوره، زندگی و کارهای او تأثیری بسزا در شکل‌گیری جنبش‌های هنری رنسانس هارلم در دههٔ ۲۰ گذاشت.

### مرگ
لنگستون هیوز در ۲۲ می ۱۹۶۷ در اثر سرطان در نیویورک درگذشت. کمیتهٔ حفظ و نگهداری شهر نیویورک به یاد او، محل زندگی‌اش را در کوچهٔ ۲۰ شرقی در خیابان ۱۲۷ هارلم شهر نیویورک سیتی Land mark اعلام کرد..

## هیوز و سیاه‌پوستان
اما اصیل‌ترین کوشش وی از میان بردن تعمیم‌های نادرست و برداشت‌های قالبی مربوط به سیاهان بود که نخست از سفیدپوستان نشات می‌گرفت و آنگاه بر زبان سیاه پوستان جاری می‌شد.

### تلفیق موسیقی و شعر
یکی از مهم‌ترین شگردهای شعری هیوز به کار گرفتن وزن و آهنگ موسیقی «آمریکایی ـ آفریقایی» است. در بسیاری از اشعارش آهنگ جاز ملایم، جاز تند، جاز ناب و بوگی ووگی احساس می‌شود. در برخی از آن‌ها نیز چند شگرد را درهم آمیخته آوازهای خیابانی و جاز و پاره‌ای از گفتارهای روزمرهٔ مردم را یکجا به کار گرفته‌است. از نه سالگی ـ که نخستین بار جاز ملایم را شنید ـ به ایجاد پیوند میان شعر و موسیقی علاقه‌مند شد.
نخستین دفتر شعرش - جاز ملایم خسته که به سال ۱۹۲۵ نشر یافت ـ سرشار از این کوشش است. مایهٔ اصلی این اشعار ترکیبی است نامتجانس از وزن و آهنگ، گرمی و هیجان، زهر خند و اشک. وی در این اشعار کوشیده‌است با کلمات همان حالاتی را بیان کند که خوانندگان جاز ملایم با نوای موسیقی، ایما و اشاره، و حرکات صورت بیان می‌کنند؛ اما جاز ناب، به دلیل آهنگین تر بودن و داشتن امکانات موسیقایی گسترده‌تر برایش جاذبه‌ای بیش از جاز ملایم داشت.

## اشعار و آثار
از هیوز کتاب‌های و آثار زیادی برجا مانده‌است.

### اشعار
- The Weary Blues. Knopf، ۱۹۲۶
- Fine Clothes to the Jew. Knopf، ۱۹۲۷
- The Negro Mother and Other Dramatic Recitations، ۱۹۳۱
- Dear Lovely Death، ۱۹۳۱
- The Dream Keeper and Other Poems. Knopf، ۱۹۳۲
- Scottsboro Limited: Four Poems and a Play. N.Y. : Golden Stair Press، ۱۹۳۲
- Shakespeare in Harlem. Knopf، ۱۹۴۲
- Freedom's Plow. ۱۹۴۳
- Fields of Wonder. Knopf،۱۹۴۷
- One-Way Ticket. ۱۹۴۹
- Montage of a Dream Deferred. Holt، ۱۹۵۱
- Selected Poems of Langston Hughes. ۱۹۵۸
- Ask Your Mama: 12 Moods for Jazz. Hill & Wang، ۱۹۶۱
- The Panther and the Lash: Poems of Our Times، ۱۹۶۷
- The Collected Poems of Langston Hughes. Knopf، ۱۹۹۴
- Let America Be America Again ۲۰۰۵

### داستانی
- Not Without Laughter. Knopf، ۱۹۳۰
- The Ways of White Folks. Knopf، ۱۹۳۴
- Simple Speaks His Mind. ۱۹۵۰
- Laughing to Keep from Crying, Holt، ۱۹۵۲
- Simple Takes a Wife. ۱۹۵۳
- Sweet Flypaper of Life, photographs by Roy DeCarava. ۱۹۵۵
- Simple Stakes a Claim. ۱۹۵۷
- Tambourines to Glory (book)، ۱۹۵۸
- The Best of Simple. ۱۹۶۱
- Simple's Uncle Sam. ۱۹۶۵
- Something in Common and Other Stories. Hill & Wang، ۱۹۶۳
- Short Stories of Langston Hughes. Hill & Wang، ۱۹۹۶

### غیر داستانی
- The Big Sea. New York: Knopf، ۱۹۴۰
- Famous American Negroes. ۱۹۵۴
- مارین اندرسون: Famous Concert Singer. ۱۹۵۴
- I Wonder as I Wander. New York: Rinehart & Co. ، ۱۹۵۶
- A Pictorial History of the Negro in America, with Milton Meltzer. ۱۹۵۶
- Famous Negro Heroes of America. ۱۹۵۸
- Fight for Freedom: The Story of the NAACP. ۱۹۶۲

### نمایشنامه‌های اصلی
- Mule Bone, with Zora Neale Hurston. ۱۹۳۱
- Mulatto. 1935 (renamed The Barrier, an اپرا، in ۱۹۵۰)
- Troubled Island, with William Grant Still. ۱۹۳۶
- Little Ham. ۱۹۳۶
- Emperor of Haiti. ۱۹۳۶
- Don't You Want to be Free? ۱۹۳۸
- Street Scene, contributed lyrics. ۱۹۴۷
- Tambourines to glory. ۱۹۵۶
- Simply Heavenly. ۱۹۵۷
- Black Nativity. ۱۹۶۱
- Five Plays by Langston Hughes. Bloomington: Indiana University Press، ۱۹۶۳.
- Jericho-Jim Crow. ۱۹۶۴

### کارها برای کودکان
- Popo and Fifina, with Arna Bontemps. ۱۹۳۲
- The First Book of the Negroes. ۱۹۵۲
- The First Book of Jazz. ۱۹۵۴
- The First Book of Rhythms. ۱۹۵۴
- The First Book of the West Indies. ۱۹۵۶
- First Book of Africa. ۱۹۶۴

### دیگر
- The Langston Hughes Reader. New York: Braziller، ۱۹۵۸.
- Good Morning Revolution: Uncollected Social Protest Writings by Langston Hughes. Lawrence Hill، ۱۹۷۳.
- The Collected Works of Langston Hughes. Missouri: University of Missouri Press، ۲۰۰۱.

او در شعر معروف خود به نام رؤیا می‌نویسد:
همواره در پیوند با رؤیاها باش،
چرا که با مرگ رؤیاها،
زندگی چون پرنده بال شکسته‌ای است،

که یارای پروازش نیست.
همچنین در «بگذار این وطن دوباره وطن شود» می‌نویسد:
بگذارید این وطن دوباره وطن شود.
بگذارید دوباره همان رؤیائی شود که بود.
بگذارید پیشاهنگ دشت شود
و در آنجا که آزاد است منزلگاهی بجوید.
(این وطن هرگز برای من وطن نبود).
بگذارید این وطن رؤیائی شود که رویاپروران در رؤیای خویش اندیشیده‌اند.

## ترجمه‌ها به فارسی
به غیر از ترجمه‌های پراکنده در نشریات و وب‌سایت‌های ادبی، سه مجموعه از ترجمۀ شعر هیوز به فارسی در ایران منتشر شده:
- سیاه همچون اعماقِ آفریقای خودم، (کتاب و نوار صوتی) ترجمه و اجرای اشعاری از لنگستون هیوز، نشر ابتکار ۱۳۶۲، ترجمه چند شعر دیگر از هیوز در ۱۳۷۰ با حسن فَیّاد
- تا باران بر تو بوسه زند، ترجمۀ تورج یاراحمدی، انتشارات نیکا، ۱۳۹۳
- شکسپیر در هارلم، ترجمۀ حسن علیشیری، موسسه انتشارات نگاه، ۱۳۹۸

### اشعار
- The Weary Blues. Knopf، ۱۹۲۶